# Apercepción trascendental
En filosofía, apercepción trascendental es un término empleado por Immanuel Kant y los filósofos kantianos posteriores para designar aquello que hace posible la experiencia. El término también se puede utilizar para referirse a la unión en la que el  yo y el  mundo se unen.[cita requerida]
La apercepción trascendental es la unión y la construcción de una conciencia coherente a partir de diferentes experiencias internas elementales (que difieren tanto en el tiempo como en el tema, pero todas pertenecen a la autoconciencia). Por ejemplo, la experiencia del "paso del tiempo" se basa en esta unidad trascendental de apercepción, según Kant.
Hay seis pasos para la apercepción trascendental:
1. Toda experiencia es la sucesión de una variedad de contenidos (una idea tomada de David Hume).
2. Para ser experimentado en absoluto, los datos sucesivos deben combinarse o mantenerse juntos en una unidad para la conciencia.
3. Por tanto, la unidad de la experiencia implica una unidad del yo.
4. La unidad del yo es tanto un objeto de experiencia como cualquier otra cosa.
5. Por tanto, la experiencia tanto del yo como de sus objetos descansa sobre actos de síntesis que, por ser las condiciones de cualquier experiencia, no son ellos mismos experimentados.
6. Estas síntesis previas son posibles gracias a las categorías. Las categorías nos permiten sintetizar el yo y los objetos.

Una consecuencia de la noción de apercepción trascendental de Kant es que el "yo" sólo se encuentra siempre como "apariencia", nunca como es en sí mismo.
El término fue posteriormente adaptado en psicología por Johann Friedrich Herbart (ver Apperception).